# Elisabeth Pape
Elisabeth Henriette Friederike Pape (* 5. September 1870 in Hamburg; † 25. Februar 1964 ebenda) war eine deutsche Pädagogin und Politikerin.

## Leben und Wirken
Elisabeth Pape wuchs in einer bürgerlichen Hamburger Familie auf. Nach dem Besuch einer Seminarschule machte sie eine Ausbildung am Lehrerinnenseminar. 1889 trat sie als Volksschullehrerin in den Hamburger Schuldienst ein. Aufgrund der seinerzeit gültigen Gesetze durfte sie als Lehrerin nicht heiraten und keine Familie gründen. 
Pape engagierte sich für die Gleichstellung von Lehrerinnen. Als erste Frau verreiste sie auf eigene Kosten mit ihrer weiblichen Schulklasse. In den 1920er Jahren gelang es ihr, in den höheren Klassen an Mädchenschulen das Klassenlehramt (Ordinariat) zu etablieren, für das der Allgemeine Deutsche Lehrerinnenverein lange Zeit gekämpft hatte. Pape wurde zur ersten Ordinaria an einer Selekta ernannt, wofür sie gegen starke Vorbehalte männlicher Lehrkräfte kämpfen musste. Nachdem sie an mehreren Volksschulen unterrichtet hatte, ging sie 1929 in die Verwaltung der Hamburger Oberschulbehörde. Während der Weimarer Republik gehörte sie der Lehrerkammer und dem Beamtenrat an.
Neben ihren beruflichen Tätigkeiten engagierte sich Pape in der Frauenbewegung. Sie gehörte zur Hamburger Ortsgruppe des Allgemeinen Deutschen Frauenvereins, Abteilung „Jugendschutz“, und gründete 1919 gemeinsam mit Emmy Beckmann und Margarete Treuge die Politische Frauengemeinschaft Hamburg. Die drei Aktivistinnen hofften, einem deutlich größeren Anteil von Frauen eine staatsbürgerliche Erziehung ermöglichen zu können. Erreichen wollten sie dies durch die Zusammenarbeit von Frauen aller Parteien, unabhängig von deren Weltanschauungen. Somit sollte die gemeinsame Intention stärker herausgestellt werden. Da sie nicht genügend Mitstreiterinnen finden konnten, endete die Arbeit der Frauengemeinschaft 1921.

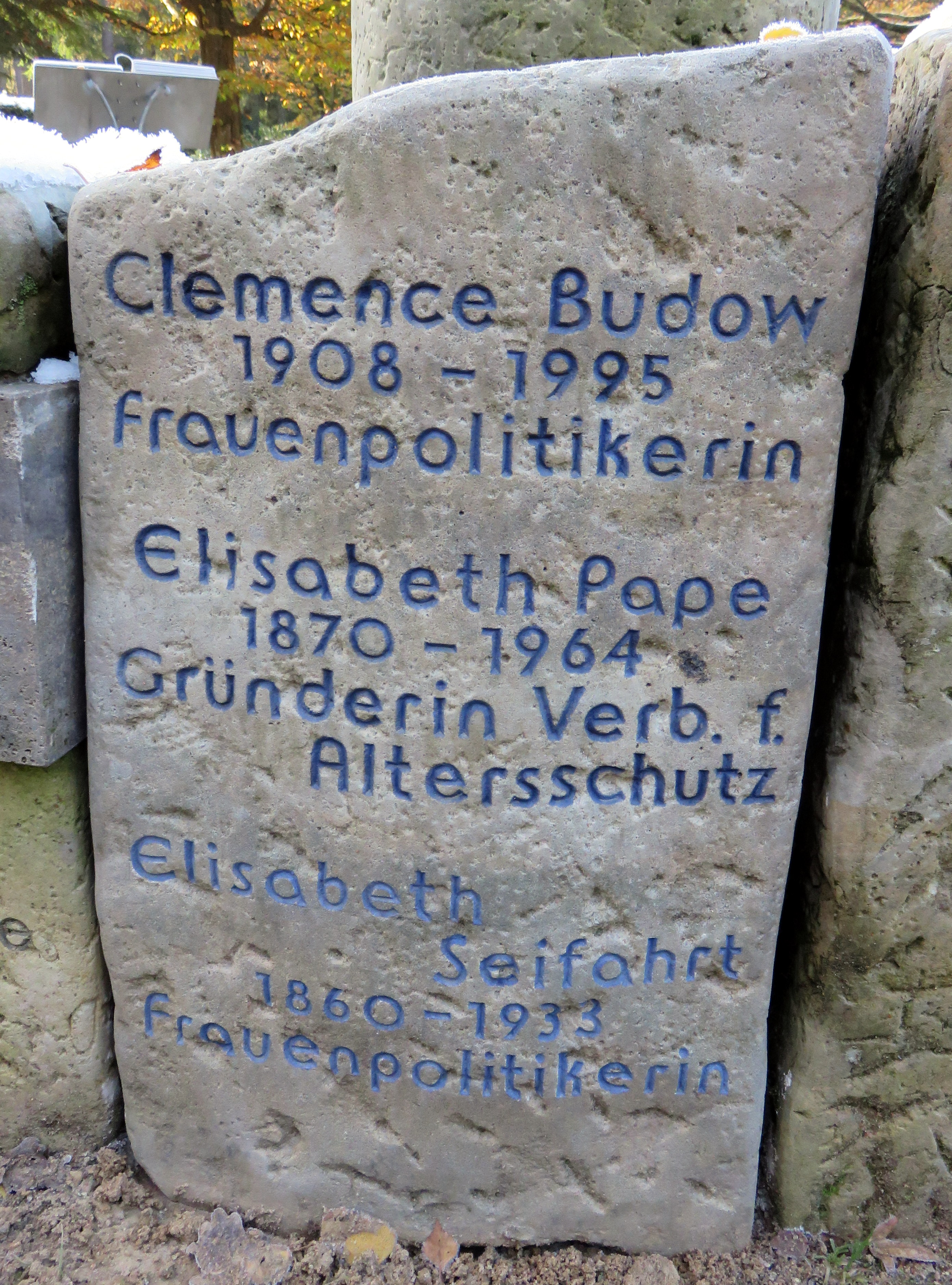
Erinnerungsstein im
Garten der Frauen auf dem Friedhof Ohlsdorf

Elisabeth Pape erwarb sich auch karitative Verdienste: während der Choleraepidemie von 1892 pflegte sie Waisenkinder. Während des Ersten Weltkriegs gründete sie in Winterhude die Hamburgische Kriegshilfe mit. Außerdem half sie im Kriegslazarett unter Max Nonne. Dafür erhielt sie das  Eiserne Kreuz 2. Klasse am schwarz-weißen Bande. Während des Steckrübenwinters half sie, circa 800 hungernde Kinder bei Bauernfamilien einzuquartieren. 1920 rief sie den Hamburger Landesverband des Deutschen Rentnerverbundes ins Leben, den sie bis 1960 leitete. Als Vorsitzende dieses Verbandes für Altersschutz gründete sie 1929/31, unterstützt von der Hamburger Sparcasse von 1827, in Winterhude das Rentnerheim Fiefstücken.
Von 1921 bis 1932 vertrat Pape die Deutsche Volkspartei in der Hamburgischen Bürgerschaft. Von 1928 bis 1932 führte sie in ihrer Fraktion Protokoll. Sie gehörte 40 Jahre dem Vorstand der Seehospitals-Nordheim Stiftung in Sahlenburg und als Ehrenmitglied für lange Zeit dem Verband deutscher Landschulheime an. Nach dem Zweiten Weltkrieg trat Pape in die SPD und die Arbeiterwohlfahrt ein.
Aufgrund ihrer ehrenamtlichen Tätigkeiten wurde Pape 1952 mit dem Bundesverdienstkreuz ausgezeichnet.
An die ehemalige Pädagogin und Politikerin erinnert heute ein Gedenkstein im Garten der Frauen auf dem Hamburger Friedhof Ohlsdorf.